# Albars (Òlt)
Albars (en francès Albas) és un municipi francès del departament de l'Òlt, a la regió d'Occitània.
El municipi té Albars com a capital administrativa, i també compta amb els agregats de Cenac, lo Maine, lo Solelhat, Cairac, Cambon, lo Puèg del Gal, la Ribièra Baissa i lo Valat de Ros.

## Demografia
| 1962                                       | 1968 | 1975 | 1982 | 1990 | 1999 | 2007 |
| ------------------------------------------ | ---- | ---- | ---- | ---- | ---- | ---- |
| 411                                        | 524  | 522  | 545  | 507  | 545  | 511  |
| Des de 1962: població sense dobles comptes |      |      |      |      |      |      |

## Administració
| Període   | Identitat         | Partit        |
| --------- | ----------------- | ------------- |
| 2001-2008 | André Pezet       |               |
| 2008-     | Martial Stambouli | Divers droite |